# Jiancaoping
Jiancaoping (en chino, 尖草坪; pinyin, Jiāncǎopíng (escuchar)ⓘ) es un distrito urbano bajo la administración directa de la ciudad-prefectura de Taiyuan. Se ubica en el corazón geográfico de la provincia de Shanxi, este de la República Popular China. Su área es de 295 km² y su población total para 2010 superó los 440 mil habitantes. 

## Administración
Desde julio de 2020 el Distrito Jiancaoping se divide en 14 pueblos que se administran en 9 subdistritos, 2 poblados y 3 villas.

## Toponimia
El topónimo Jiancaoping [/Chiang-Dsaoping/] significa 'pradera puntiaguda'. Hace mucho tiempo, en esta zona crecían una gran cantidad de flores puntiagudas y espinosas, de ahí el nombre.